# George Bălan
George Bălan (n. 11 martie 1929, Turnu Măgurele, Teleorman, România – d. 3 ianuarie 2022, Freiburg im Breisgau, Zona de ocupație franceză din Germania⁠(d), Germania) a fost un filosof, muzicolog și aforist român.

## Studii
Între anii 1950-1955 studiază muzica la Conservatorul „C. Porumbescu“ din București, avându-i ca profesori pe iluștrii maeștri: George Breazul, Victor Iușceanu, Ion Dumitrescu, Nicolae Buicliu, Tudor Ciortea, Emilia Comișel ș.a. În perioada 1957-1960 Bălan își face studiile doctorale la Universitatea Lomonosov din Moscova pentru ca în perioada 1966-1968 să studieze la Facultatea de Teologie Ortodoxă din Sibiu.

## Activitatea
Bălan a fost asistent universitar între anii 1955-1957,apoi  lector și conferențiar începând din 1957 și pâna 1977 la Conservatorul „Ciprian Porumbescu.  În 1977 se autoexilează în Germania, în Pădurea Neagră (St. Peter), unde înființează „Musicosophia-Schule“, școală pentru formarea ascultătorului de muzică dublată de o fundație și o editură cu același nume.

## Lucrări publicate
- Muzica, artă greu de înțeles?, Editura Muzicală a Uniunii Compozitorilor și Muzicologilor din România, București, 1955-1956, 1960
- Der philosophische Gehalt der musik, Dissertation, Moskau, 1961
- Enescu - mesajul, estetica, Editura Muzicală a Uniunii Compozitorilor și Muzicologilor din România, București, 1959-1960.
- Enescu - viața, Editura Muzicală a Uniunii Compozitorilor și Muzicologilor din România, București, 1962
- Gustav Mahler, Editura Muzicală a Uniunii Compozitorilor și Muzicologilor din România, București, 1962
- Tragicul, București, 1961-1962
- Muzica, temă de meditație filosofică, Editura Științifică, București, 1955-1956, 1960
- Sensurile muzicii, Editura Tineretului, București, 1965
- Înnoirile muzicii, Editura Muzicală a Uniunii Compozitorilor și Muzicologilor din România, București, 1966
- Eu, Richard Wagner, Editura Tineretului, București, 1966
- Dincolo de muzică, Editura pentru Literatură, București, 1967
- Întrebările conștiinței wagneriene, Editura Muzicală a Uniunii Compozitorilor și Muzicologilor din România, București, 1968
- În dialog cu Emil Cioran, Editura Cartea Românească, București, 1968-1969, 1996
- Noi ṣi clasicii, Editura Tineretului, București, 1968
- Venirea antimuzicii, Editura Muzicală a Uniunii Compozitorilor și Muzicologilor din România, București, 1968
- Procesul lui Socrate, Editura Albatros, București, 1968-1969, 1993
- În căutarea Maestrului, Editura Institutul European, București, 1968-1972, 1999
- Pelerinaj oriental, București, 1965
- Le sens de la musique, București, 1965
- Arta de a înțelege muzica, Editura Muzicală a Uniunii Compozitorilor și Muzicologilor din România, București, 1970
- Meditații beethoveniene, Editura Albatros, București, 1969-1970
- Via meditativa, Editura Eminescu, București, 1972-1974, 1997
- Cazul Schönberg, Editura Muzicală a Uniunii Compozitorilor și Muzicologilor din România, București, 1974
- Inițiere muzicală, București, 1974
- Pneumatologie-Morții noștri, București, 1973-1974
- Mică filosofie a muzicii, Editura Eminescu, București, 1975
- Nebănuitul Eminescu, Editura Universal Dalsi, București, 1975, 1984, 1999
- O istorie a muzicii europene, Editura Albatros, București, 1975
- Celălalt Eros, Cartier, Chișinău, 2001
- Iubirea interzisă, Cartier, Chișinău, 2001

- Demnitatea melomanului, Casa de Editură Max Blecher, 2013